# Ponickau (Adelsgeschlecht)

Stammwappen derer von Ponickau

Ponickau, Ponikau, Ponigkau ist ein sächsisch-meißnisches Adelsgeschlecht, das erstmals 1301 urkundlich mit Witego de Punickow erscheint.

## Geschichte
Das uralte, einst sehr angesehene und begüterte Geschlecht war in Sachsen, der Oberlausitz und Schlesien beheimatet. Der Legende nach soll es schon unter dem slawischen Heerführer Lecho in Polen und Böhmen bekannt gewesen sein. Es hatte einen gleichnamigen Stammsitz in der Oberlausitz nahe Thiendorf. Die Familie besaß Güter unter anderem in Auligk, Fuchshain, Hollsteitz, Langhennersdorf, Pomßen bei Leipzig, Wildschütz und Tackau.

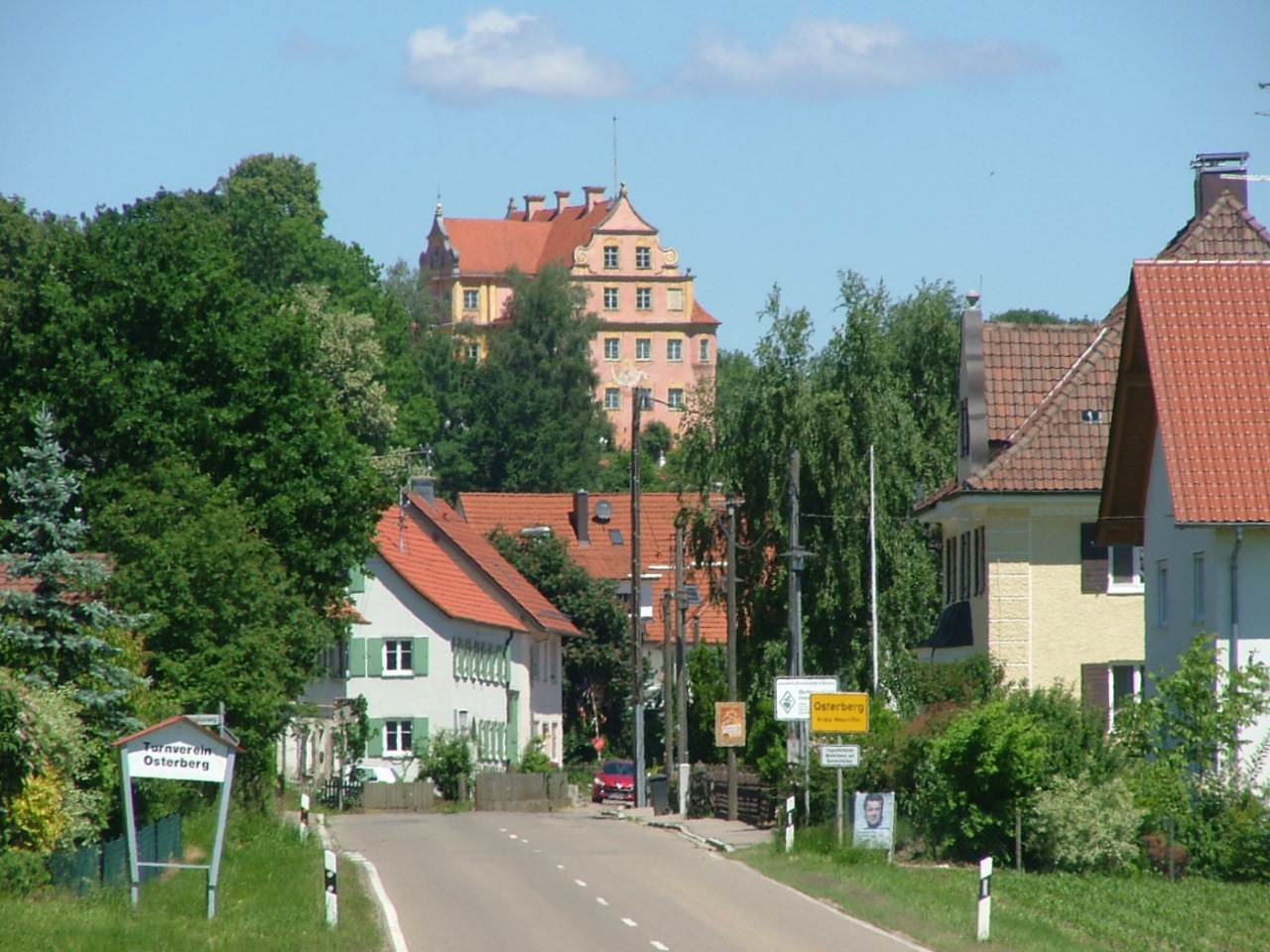
Schloss Osterberg, Bayern

1816 erwarb Christoph Friedrich von Ponickau das Schloss Osterberg in Bayern und errichtete ein Familienfideikommiss. Er war am 20. September 1815 in den Freiherrenstand erhoben worden. Seine Linie besaß in der Folge die Schlösser Osterberg, Hopferau (1839–1910), Niederraunau (1850–?), Füssen-Niederried und das Kloster St. Mang (1839–1909) in Füssen. In Füssen richtete die von Ponickausche Herrschaft einen Verwaltungsmittelpunkt für den südlichen Besitz und ein Patrimonialgericht I. Klasse ein. Der jeweilige Fideikommissherr von Osterberg mit Niederraunau war erblicher Reichsrat der Krone Bayern. Die Nachfahren dieser Linie sind – nach 1913 erfolgter Namens- und Wappenvereinigung mit den Freiherren von Malsen – die Freiherren von Malsen-Ponickau. Dieter von Malsen-Ponickau verkaufte 1995 den verbliebenen Familienbesitz Osterberg.

## Wappen
- Das Stammwappen ist gespalten und dreifach wechselweise von Silber und Rot geteilt. Auf dem Helm mit rot-weißen Decken ein goldener Doppelpokal, der mit drei grünen Sittichfedern besteckt ist.
- Das Wappen der Freiherren von Malsen-Ponickau ist geteilt, oben in Rot ein silberner Schrägrechtsbalken (Malsen), unten das Stammwappen. Über dem Schild 2 gekrönte Helme mit rot-silbernen Decken, mit rechts einem wachsenden silbernen Pfau (Malsen), links einem oben mit 3 grünen Lorbeerblättern besteckten goldenen Doppelpokal (Ponickau).

## Angehörige
- Hans von Ponickau (1508–1573), kursächsischer Rat unter den Kurfürsten Johann Friedrich, Moritz und August, Amtshauptmann von Leipzig und Grimma
- Hans von Ponickau der Jüngere, um 1562 Amtshauptmann in Bautzen, Herr auf Neschwitz ab 1600
- Johann Georg von Ponickau (Amtshauptmann) (1542–1613), kursächsischer Geheimer Rat und Amtshauptmann
- Johann von Ponickau (1584–1642), kaiserlicher Rat und Reichspfennigmeister des Ober- und Niedersächsischen Reichskreises
- Johann Christoph von Ponickau (1652–1726), königlich-polnischer und kurfürstlich-sächsischer Stiftshauptmann und Kammerherr
- Johann Adolph von Ponickau (1653–1721), Landeshauptmann der Oberlausitz[1]
- Friedrich Seyfried von Ponickau († 1739), Kurfürstlich Sächsischer Geheimer Kriegsrat und 1. Direktor des Militärwaisenhauses in Dresden/Neustadt
- Johann Georg von Ponickau (Reichstagsgesandter) (1708–1775), kursächsischer Geheimer Rat, Konferenzminister und Reichstagsgesandter
- Johann August von Ponickau (1718–1802), Bibliotheksstifter und sächsischer Kriegsrat
- Viktor von Ponickau (1808–1889), preußischer Landrat
- Erasmus Freiherr von Malsen-Ponickau (1895–1956), deutscher Polizist und SS-Brigadeführer
- Hans-Wolff von Ponickau (1899–1958), deutscher Maler und Graphiker